# XII Cumbre Iberoamericana
La XII Cumbre Iberoamericana de Jefes de Estado y de Gobierno de los 21 países miembros de habla española y portuguesa se realizó en Bávaro, República Dominicana, los días 15 y 16 de noviembre de 2002.
El lema de la cumbre fue "un punto de inflexión". Los temas principales que se trataron fueron el Turismo, Medio Ambiente y el impacto de ambos sectores en la Producción (artesanal, agropecuaria, industrial y de bienes y servicios en general).
El embajador Jesús María Hernández Sánchez fue el Coordinador Nacional y Secretario pro Témpore Adjunto de la XII Conferencia Iberoamericana de Jefes de Estado y de Gobierno.

## Participantes

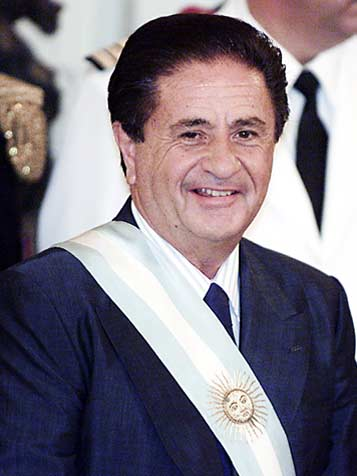
ARG Eduardo Duhalde, Presidente
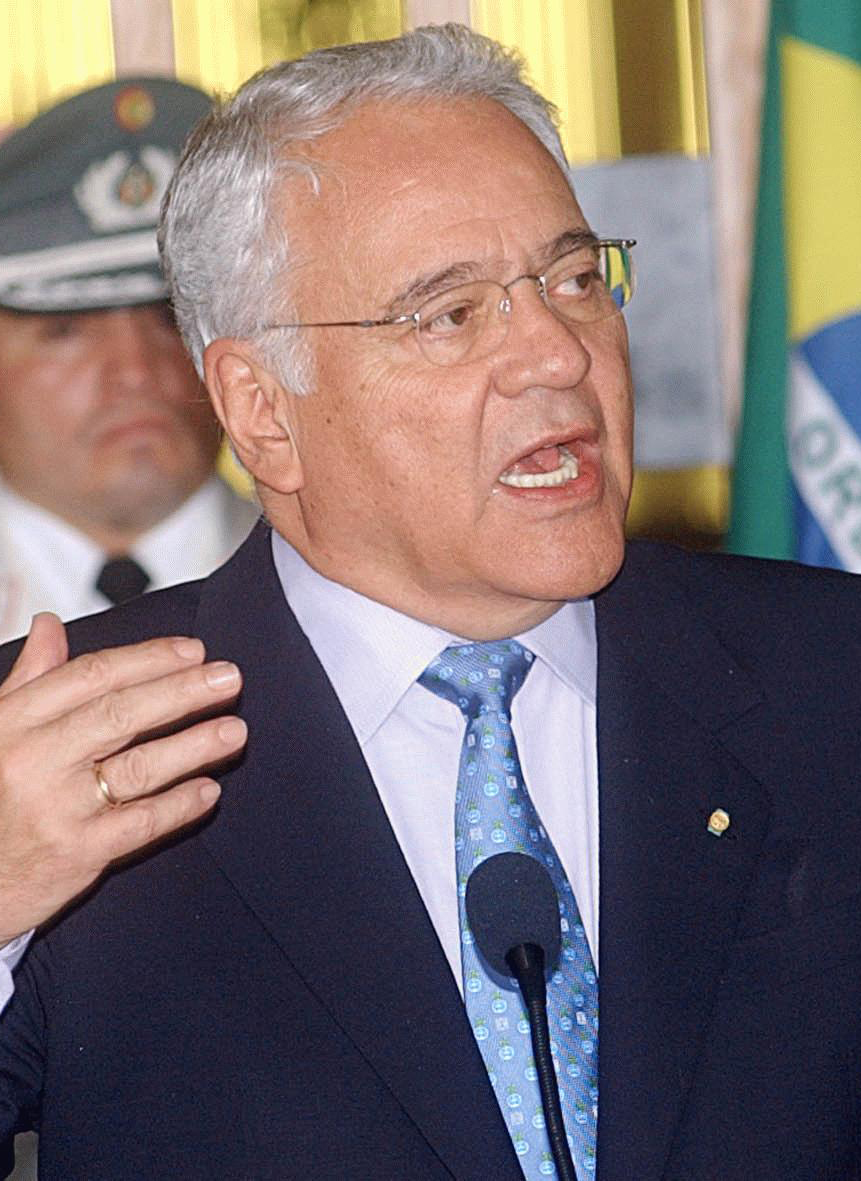
BOL Gonzalo Sánchez de Lozada, Presidente
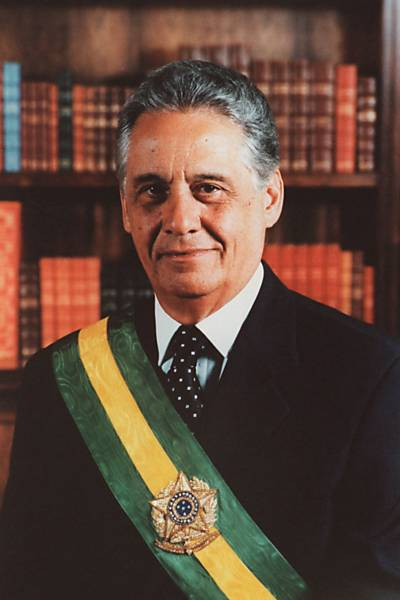
BRA Fernando Henrique Cardoso, Presidente
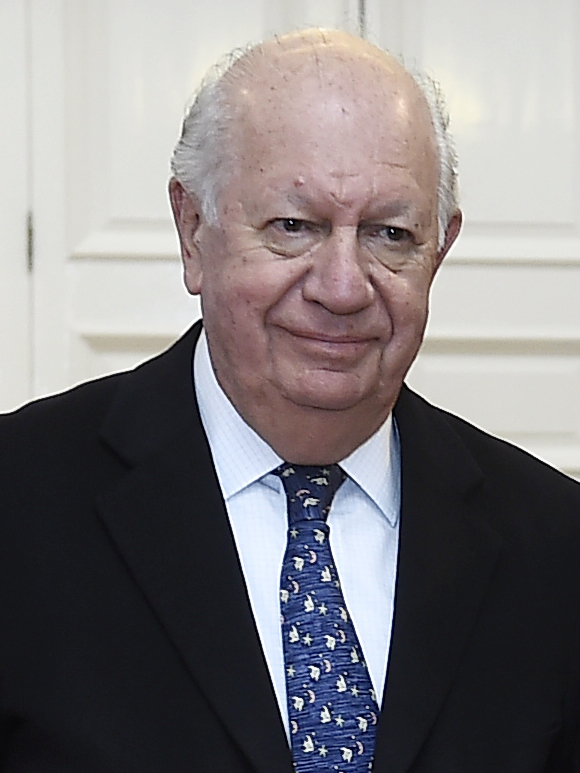
CHI Ricardo Lagos, Presidente
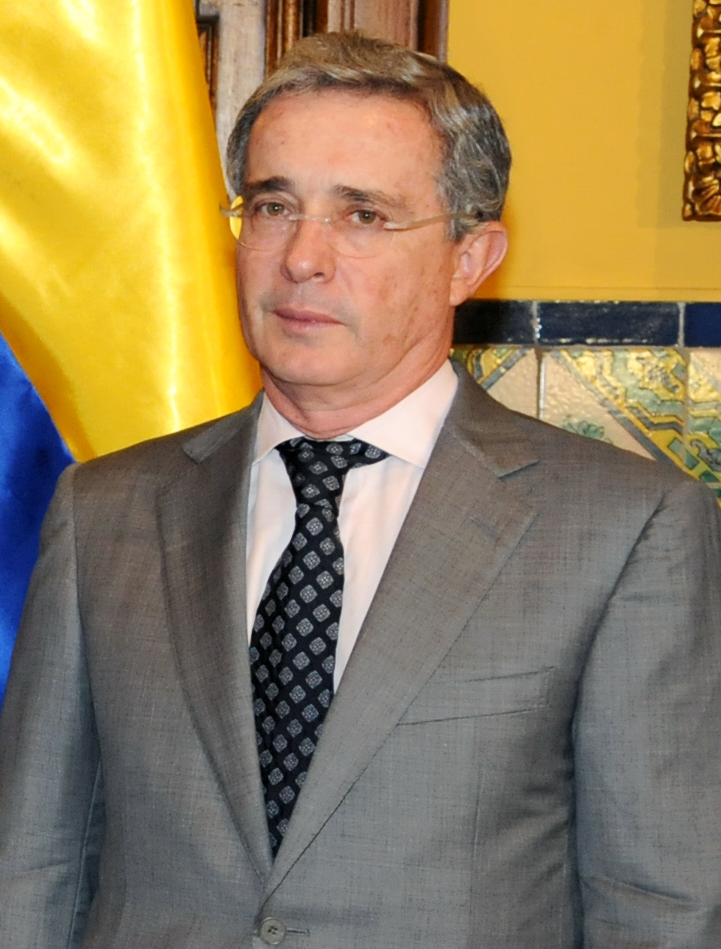
COL Álvaro Uribe Vélez, Presidente
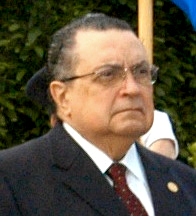
CRI Abel Pacheco de la Espriella, Presidente
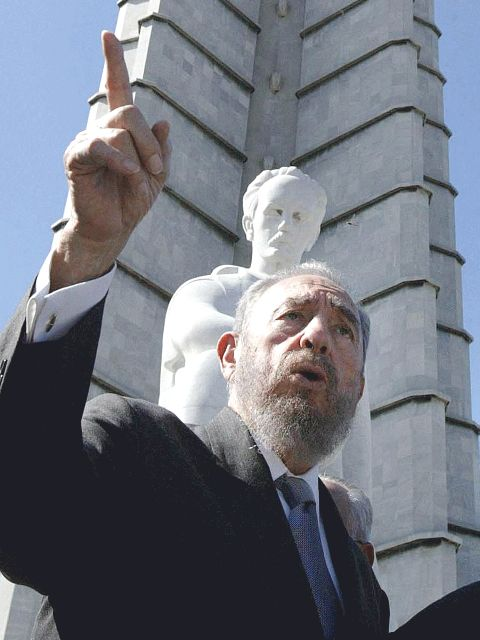
CUB Fidel Castro, Presidente
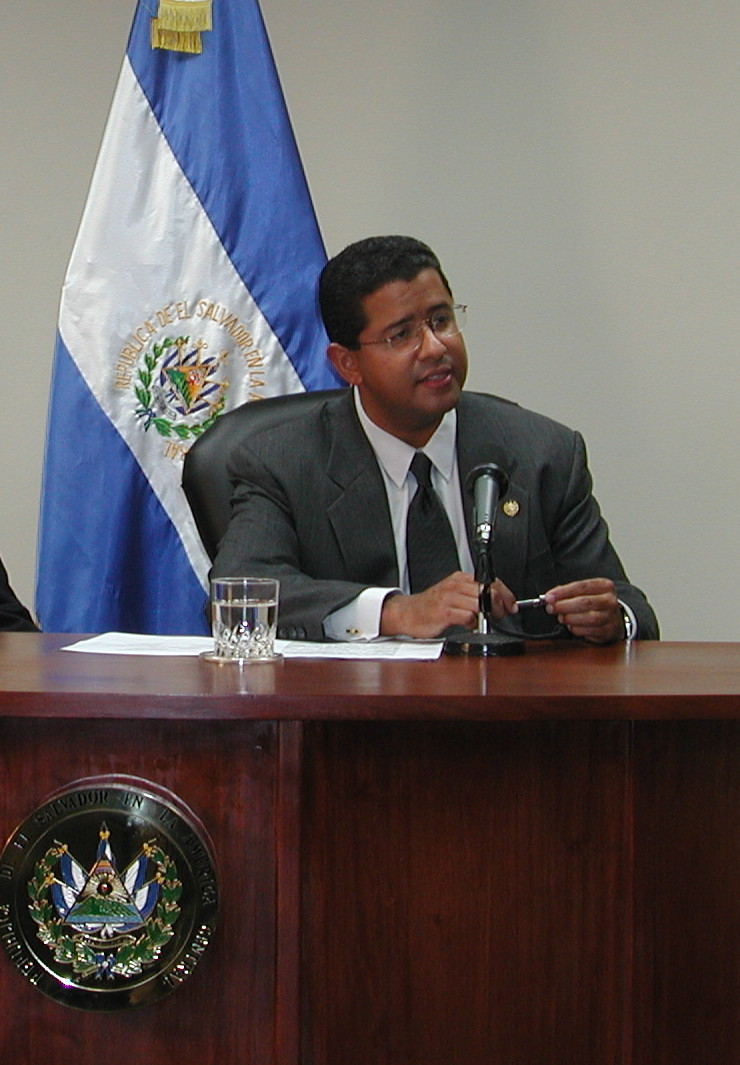
SLV Francisco Flores, Presidente
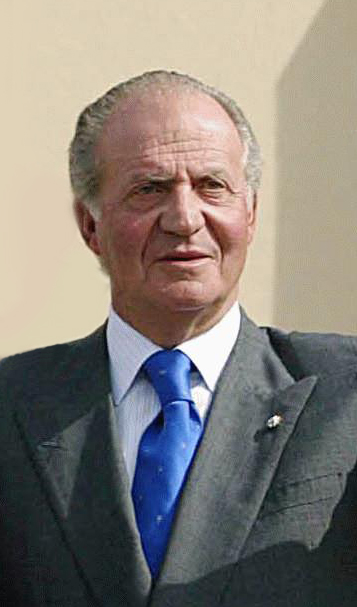
ESP Juan Carlos I, Rey
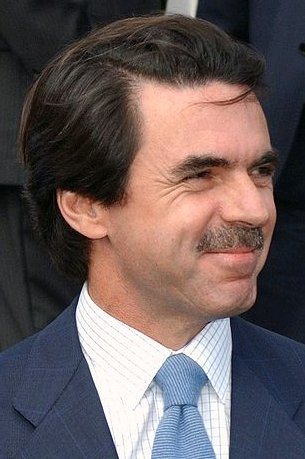
ESP José María Aznar, Presidente del Gobierno
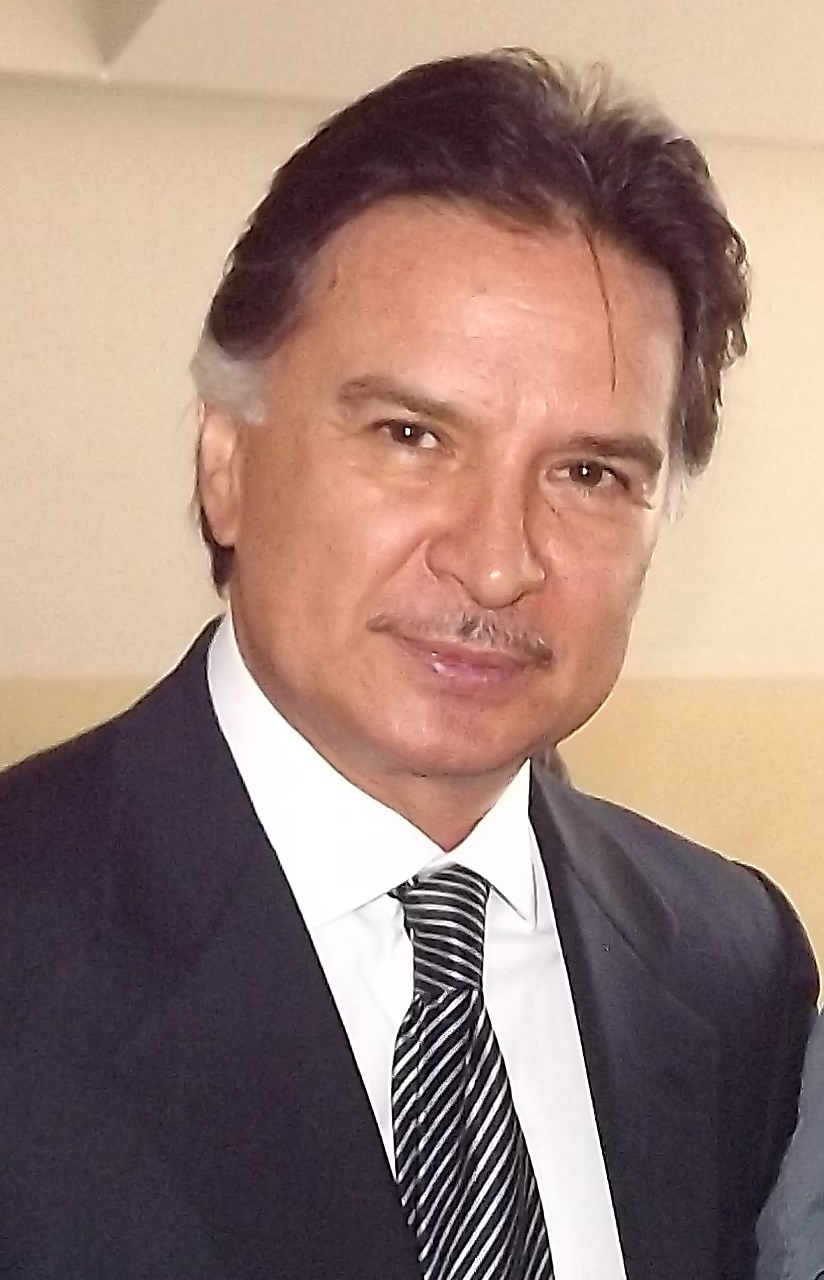
GTM Alfonso Portillo, Presidente
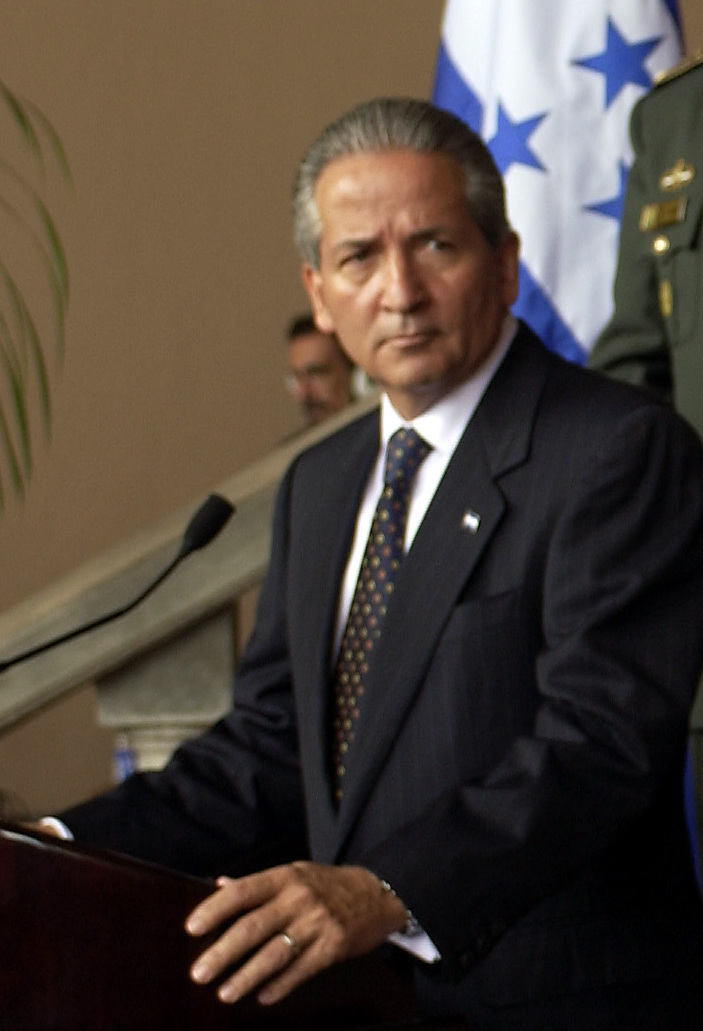
HON Ricardo Maduro, Presidente
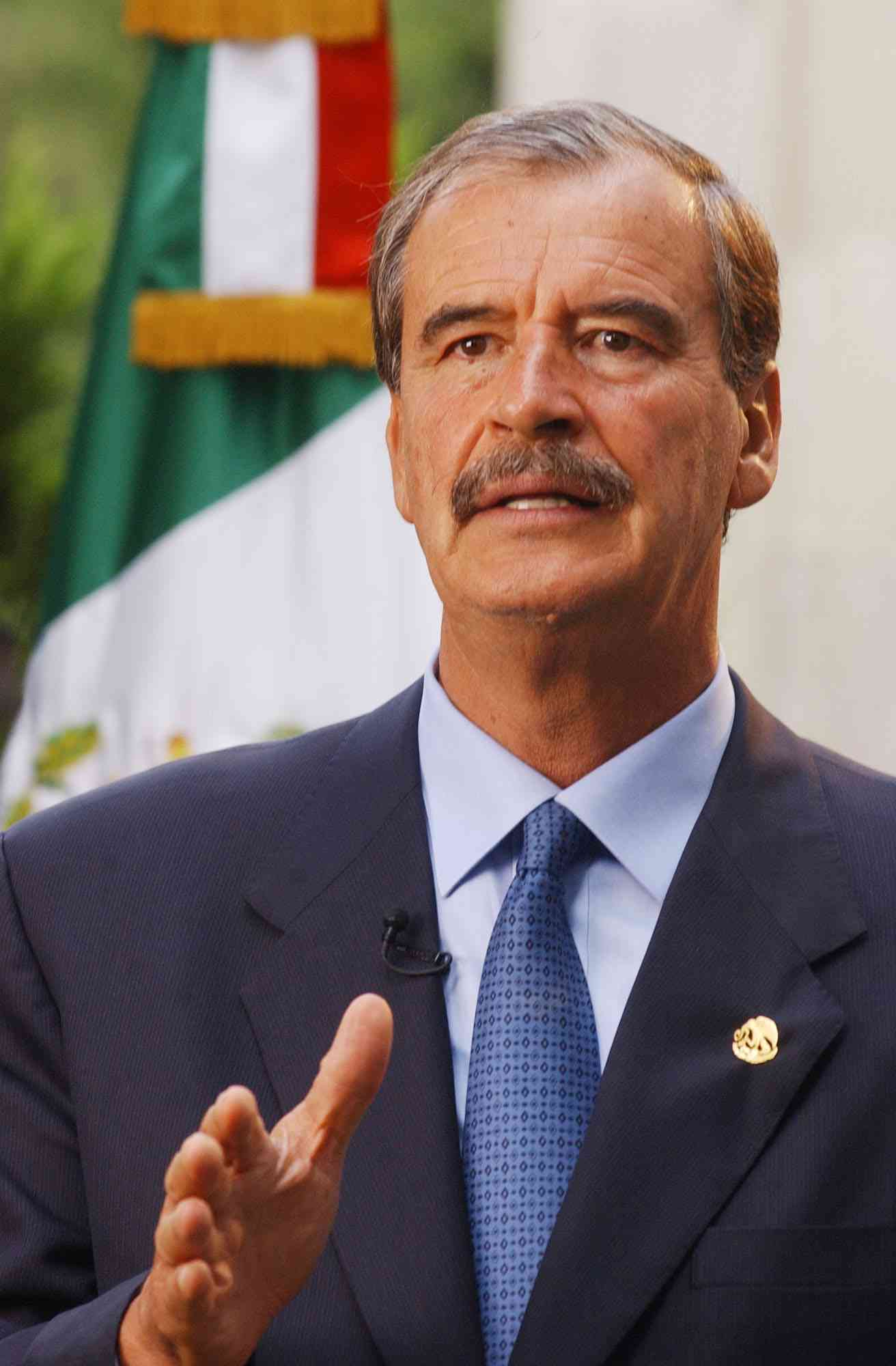
MEX Vicente Fox Quesada, Presidente
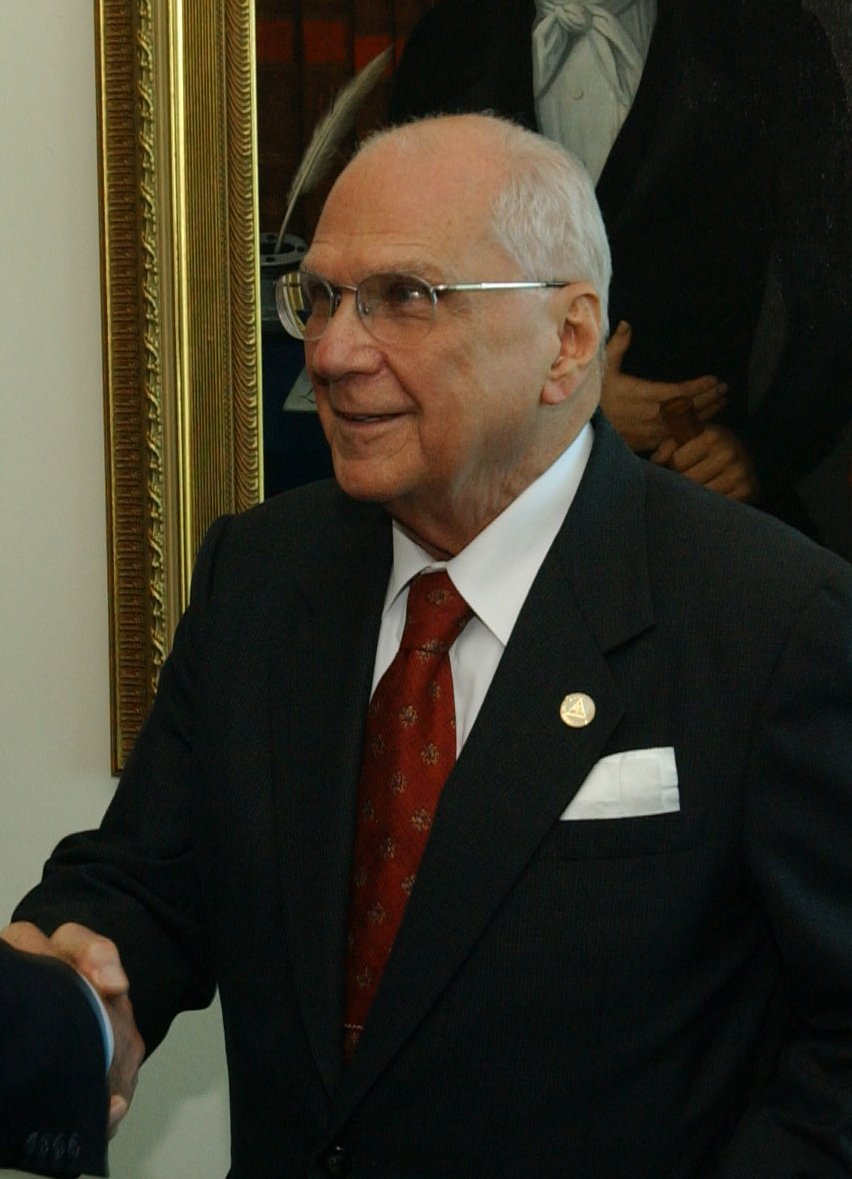
NIC Enrique Bolaños Geyer, Presidente
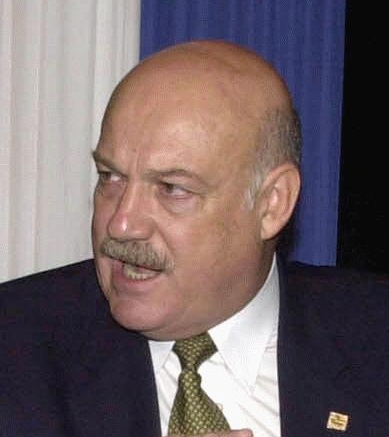
PAR Luis Ángel González Macchi, Presidente
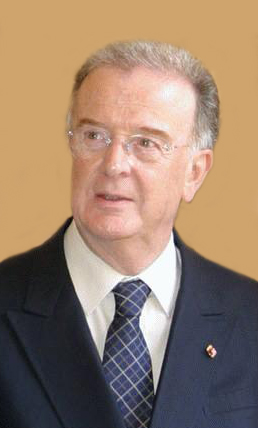
POR Jorge Sampaio, Presidente
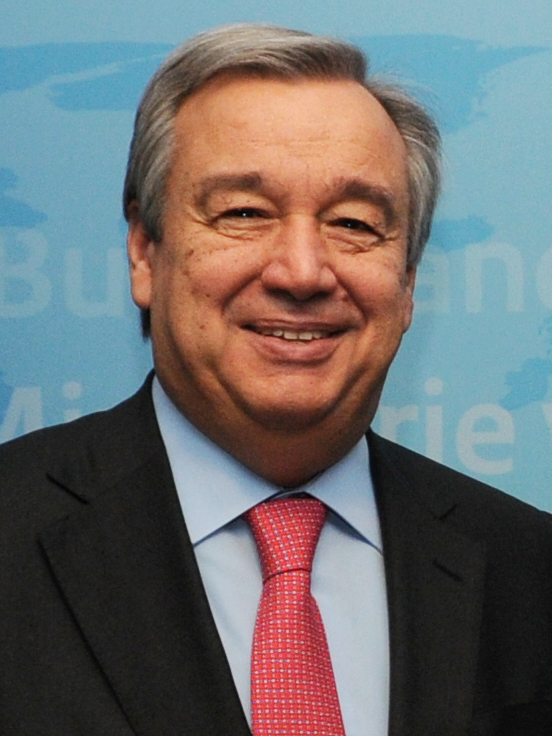
POR António Guterres, Primer Ministro
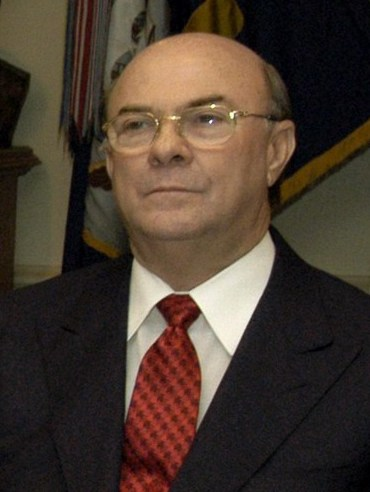
DOM Hipólito Mejía, Presidente (anfitrión)
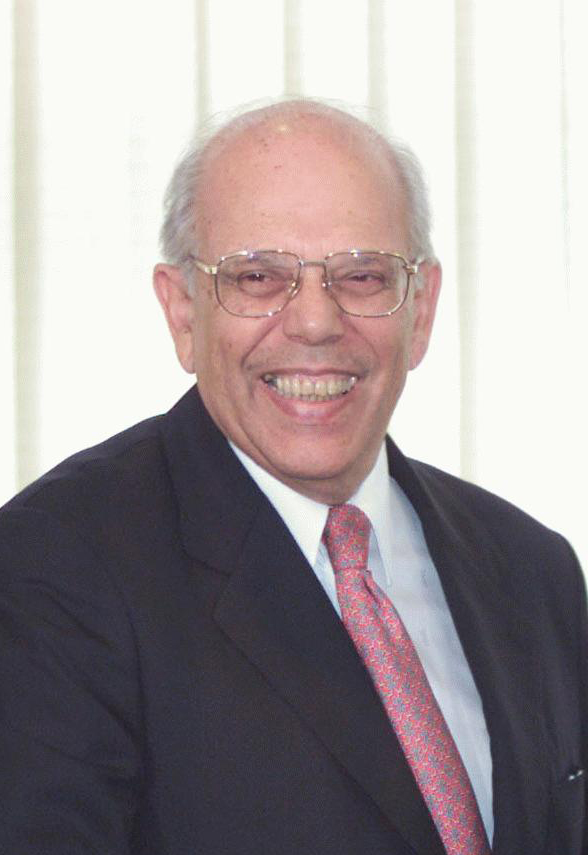
URU Jorge Batlle, Presidente
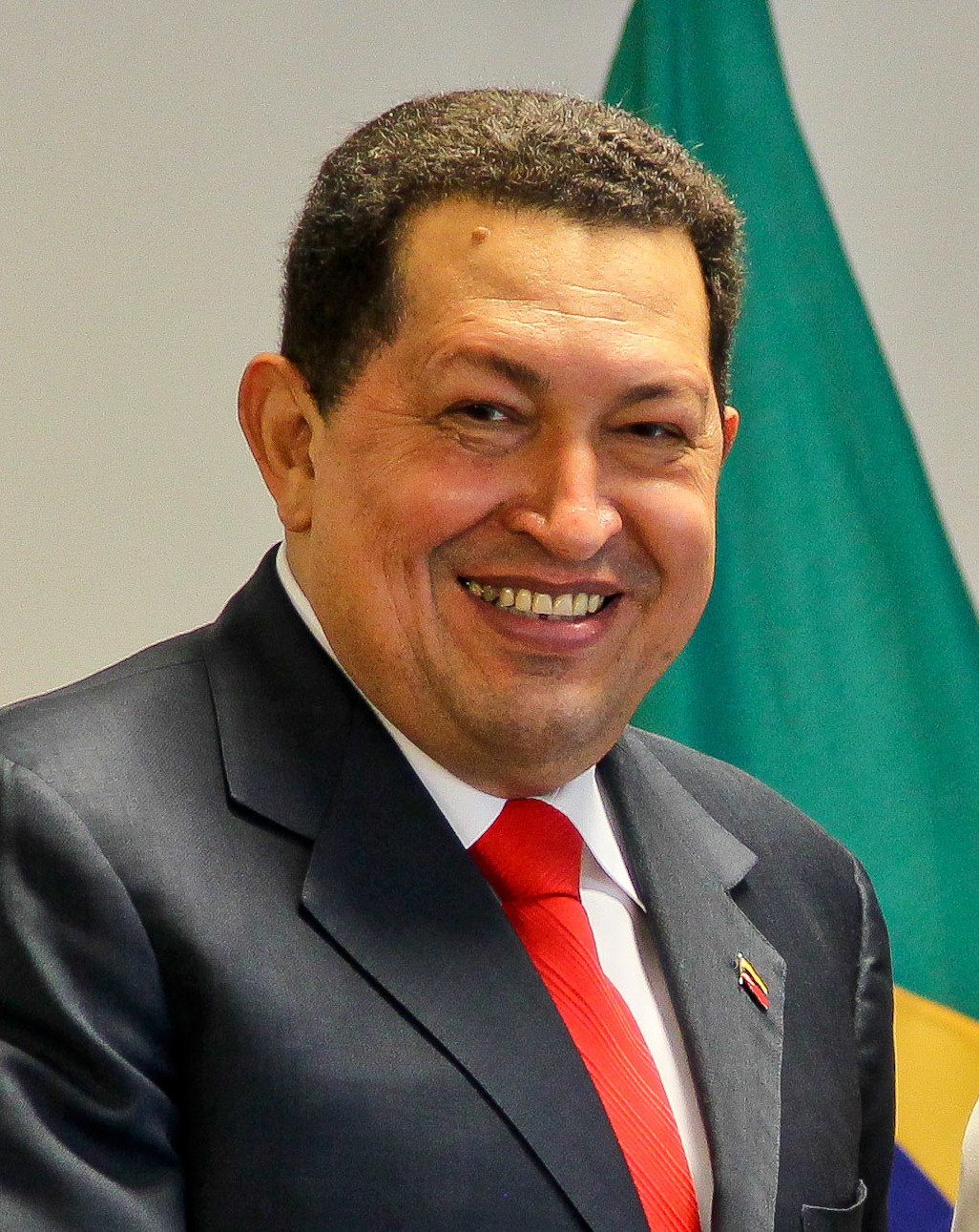
VEN Hugo Chavez, Presidente

- Argentina
Eduardo Duhalde, Presidente
- Bolivia
Gonzalo Sánchez de Lozada, Presidente
- Brasil
Fernando Henrique Cardoso, Presidente
- Chile
Ricardo Lagos, Presidente
- Colombia
Álvaro Uribe Vélez, Presidente
- Costa Rica
Abel Pacheco de la Espriella, Presidente
- Cuba
Fidel Castro, Presidente
- El Salvador
Francisco Flores, Presidente
- España
Juan Carlos I, Rey
- España
José María Aznar, Presidente del Gobierno
- Guatemala
Alfonso Portillo, Presidente
- Honduras
Ricardo Maduro, Presidente
- México
Vicente Fox Quesada, Presidente
- Nicaragua
Enrique Bolaños Geyer, Presidente
- Paraguay
Luis Ángel González Macchi, Presidente
- Portugal
Jorge Sampaio, Presidente
- Portugal
António Guterres, Primer Ministro
- República Dominicana
Hipólito Mejía, Presidente
(anfitrión)
- Uruguay
Jorge Batlle, Presidente
- Venezuela
Hugo Chavez, Presidente

## Ausencia de Panamá, Perú y Cuba
La presidenta de la república de Panamá, Mireya Moscoso declinó ir a la cumbre debido a que quiso atender personalmente un hecho de supuestas intervenciones telefónicas en su país.  
De igual forma los mandatarios Alejandro Toledo y Fidel Castro, de Perú y Cuba respectivamente, declinaron asistir a la cumbre, por razones de trabajo. 
Estos gobiernos enviaron a los vicepresidentes de la república de los respectivos países en representación de los mandatarios. 